# Luciola laticollis
Luciola laticollis là một loài bọ cánh cứng trong họ Đom đóm (Lampyridae). Loài này được Gorham miêu tả khoa học năm 1883.